# کانلی
کانلی (به لاتین: Kanli) یک منطقهٔ مسکونی در قبرس است که در ناحیه نیکوزیا واقع شده‌است.

## خصوصیات
کانلی ۲۳۲ نفر جمعیت دارد.